# Щелкун береговой
Береговой щелкун (лат. Hypnoidus riparius) — вид щелкунов подсемейства Hypnoidinae.

## Распространение
Встречается в Европе и Северной Америке. В бывшем СССР населяет европейскую часть и Сибирь.

## Описание
Щелкун береговой длиной до 5,5—7 мм. Тело овальное, чёрное, имеет лёгкий металлический отблеск. Лапки, первый сегмент усиков и основание каждого последующего сегмента усиков рыжевато-жёлтые. Переднеспинка и надкрылья слегка опушены, голова более опушенная. Усики 11-сегментные. Надкрылья бороздчатые.

### Проволочник
Проволочник длиной до 11 мм. Площадка каудального сегмента плоская, концы наружных ветвей направлены косо вверх. Задняя лопасть лобной пластинки продольной и овальной формы, широкоокругленная на вершине. Проксимальная пара на лобной пластинке слабо выражена.

## Экология
Проволочник развивается в почве, где могут наносить вред культурным растениям в некоторых местах планеты. Взрослые жуки встречаются под камнями по краям ручьёв, речек и озёр, вследствие чего и было придумано русское название вида.
Живут береговые щелкуны главным образом у горных водотоков ручьёв, речек и озёр. Также иногда встречаются в низовьях. Могут встречаются на высоте до 400 метров.